# بيترو رومانيولي
بيترو رومانيولي (بالإيطالية: Simone Romagnoli)‏ هو لاعب كرة قدم إيطالي في مركز الدفاع، ولد في 9 فبراير 1990 في كريمونا في إيطاليا. شارك مع منتخب إيطاليا تحت 21 سنة لكرة القدم. أما مع النوادي، فقد لعب مع إيه سي ميلان ونادي إمبولي ونادي بريشيا ونادي بيسكارا ونادي سبيزيا ونادي فوجيا ونادي كاربي ونادي كريمونيسي.

## وصلات خارجية
- بيترو رومانيولي على موقع قاعدة بيانات كرة القدم.إي يو (الإنجليزية)
- بيترو رومانيولي على موقع Soccerway.com (الإنجليزية)
- بيترو رومانيولي على موقع AS.com (الإسبانية)